# Beretta M1935
Beretta M1935 — самозарядний пістолет часів Другої світової війни виробництва італійської фірми Beretta.

## Історія
Конструкція M1935 дуже подібна M1934, однак вважається що модель 1934 є новою, а модель 1935 — розвитком більш раннього пістолета 1931 року. Примітна так само не взаємозамінність стволів та затворів-кожухів цих двох, по суті ідентичних, моделей.

## Конструкція
Автоматика працює за схемою використання віддачі при вільному затворі. Зворотна пружина розміщується під остающимся нерухомим під час пострілу стволом. Ударно-спусковий механізм куркового типу, одинарної дії, із запобіжним взводом курка. Після витрачення всіх патронів, затвор-кожух утримується в крайньому задньому положенні, сигналізуючи стрільцеві про необхідність зміни магазина. Коли порожній магазин витягується з рукоятки зброї, затвор-кожух автоматично переходить в переднє положення, якщо тільки він не був зафіксований стрільцем за допомогою важеля флажкового запобіжника. Все це, за відсутності повноцінної затримки затвора, уповільнює перезарядку пістолета. З лівого боку рами розташований важіль флажкового запобіжника, що блокує спусковий гачок і що є також фіксатором затвора-кожуха.
Одним із найбільших недоліків цього пістолета є малопотужні по військовим стандартам набої (в порівнянні наприклад з 9mm Parabellum) та не дуже висока точність стрільби. Іншим недоліком є запобіжник прапорця, що замикає тільки спусковий гачок і не блокує курок або ударник, що різко знижує безпеку в поводженні зі зброєю, якщо його курок зведений, а патрон знаходиться в патроннику. Однак ці недоліки перекривалися перевагами в компактності, зручності та малої вартості, перед більш масивними, важкими і дорогими пістолетами.

## Оператори
- Італія
- Третій Рейх
- Фінляндія: фінська армія розмістила в Італії в 1941 замовлення на 5000 пістолетів М1935. Перша партія в 1000 од прибула наприкінці 1941. Однак з іншими виникли проблеми — в кінці 1942 прибуло тільки 2093 пістолета, а інші 900 були замінені на М1934. На 1951 на озброєнні було 2091 М1935. До 1986 більша частина була продана на міжнародному зброярському ринку[1].